# Séisme de 1138 à Alep
Le tremblement de terre d'Alep de 1138 a été l'un des tremblements de terre les plus meurtriers de l'histoire. Son nom vient de la ville d'Alep, dans le nord de la Syrie, où les pertes en vies humaines ont été les plus nombreuses. Le séisme d’une magnitude de 8,5[réf. nécessaire] s'est produit le 11 octobre 1138 et il a été précédé par un tremblement de terre plus faible le 10 octobre. Il est souvent qualifié de troisième tremblement de terre le plus meurtrier de l'histoire, après les tremblements de terre du Shaanxi en 1556 et de Tangshan en 1976, en Chine. Pourtant, le chiffre de 230 000 morts se base sur la combinaison historique de ce tremblement de terre avec les tremblements de terre de novembre 1137 dans la faille de Jazira et le grand événement sismique du 30 septembre 1139 dans la ville de Gandja en Azerbaidjan. La première mention du chiffre de 230 000 morts a été faite par Ibn Taghribirdi au XVe siècle.

## Antécédents
Alep se trouve dans la partie nord du système de transformation des failles géologiques de la mer Morte, c'est une limite qui sépare la plaque arabique de la plaque africaine. Le tremblement de terre a été le début de deux séquences intenses de tremblements de terre dans la région: octobre 1138 à juin 1139 et une beaucoup plus intense, et une série postérieure de septembre 1156 à mai 1159. La première séquence a affecté les zones autour d'Alep et la partie occidentale de la région d'Édesse (actuelle Şanlıurfa, en Turquie). Pendant la deuxième séquence, une zone située dans le nord-ouest de la Syrie, le nord du Liban et la région d'Antakya (l'actuelle Hatay, dans le sud de la Turquie) a été objet de tremblements de terre dévastateurs.
Au milieu du XIIe siècle, le nord de la Syrie était un pays dévasté par la guerre. Les États latins d'Orient établis par les européens occidentaux, aussi bien que la Principauté d'Antioche, étaient dans un état constant de conflit armé avec les états musulmans du nord de la Syrie et Djézireh, principalement Alep et Mossoul.

## Description
Un chroniqueur de l'époque à Damas, Ibn al-Qalanisi, a enregistré le tremblement de terre principal, le mercredi 11 octobre de 1138. Ibn Al-Qalanisi a écrit qu'il était précédé par un séisme initial le 10 octobre et eu des répliques dans la nuit du 20 octobre, le 25 octobre, dans la nuit du 30 octobre et le 1er novembre, et un dernier dans le matin du 3 novembre. Pourtant, Kemal Ad-Din, un auteur plus tardif, a enregistré un seul tremblement de terre entre le 19-20 octobre, ce qui ne concorde pas avec le récit d'Al-Qalanisi. En prenant en compte qu'Al-Qalanisi était en train d'écrire comment les tremblements de terre se sont déroulés et  les racontes depuis d'autres historiens, le soutien d'une date 10 ou 11 octobre, sa date du 11 octobre est celle couramment admise .
La zone la plus affectée a été Harim, où les croisés avaient bâti une grande citadelle. Les sources indiquent que le château a été détruit et l'église s'est effondrée sur elle-même. La forteresse d'Atarib, occupée par les musulmans, a été détruite. La citadelle s'est aussi écroulée, en tuant 600 gardes du château, bien que le gouverneur et quelques fonctionnaires survécurent, et fuirent à Mossoul. La ville de Zaradna, déjà pillée par les forces en conflit, a été totalement détruite, de même que le petit fort de Shih.
Les habitants d'Alep, une grande ville de dizaines de milliers d'habitants pendant cette période, avaient été avertis par les tremblements et ont fui vers les champs avant qu'arrivât le tremblement de terre principal. Les murs de la citadelle s'abattirent, de même que les murailles Est et Ouest de la citadelle. Les récits de l'époque des dommages se limitent à affirmer que la ville de Alep a été détruite, bien que la comparaison des rapports indiquent qu'ils n'ont pas été touchés par les ondes les plus fortes du tremblement de terre.
Des dommages majeurs sont enregistrés en Azrab, Bizaah, Tell Khalid et Tell Aimer. Le séisme principal et ses répliques ont été ressentis à Damas, mais pas à Jérusalem. Des récits de personnes ayant été avalées par l'ouverture de trous dans le sol de Raqqa sont faussement attribués au tremblement de terre d'Alep et se fondent sur le récit confus de Michel le Syrien datant de la fin du XIIe siècle.